# 8-й гвардейский танковый корпус

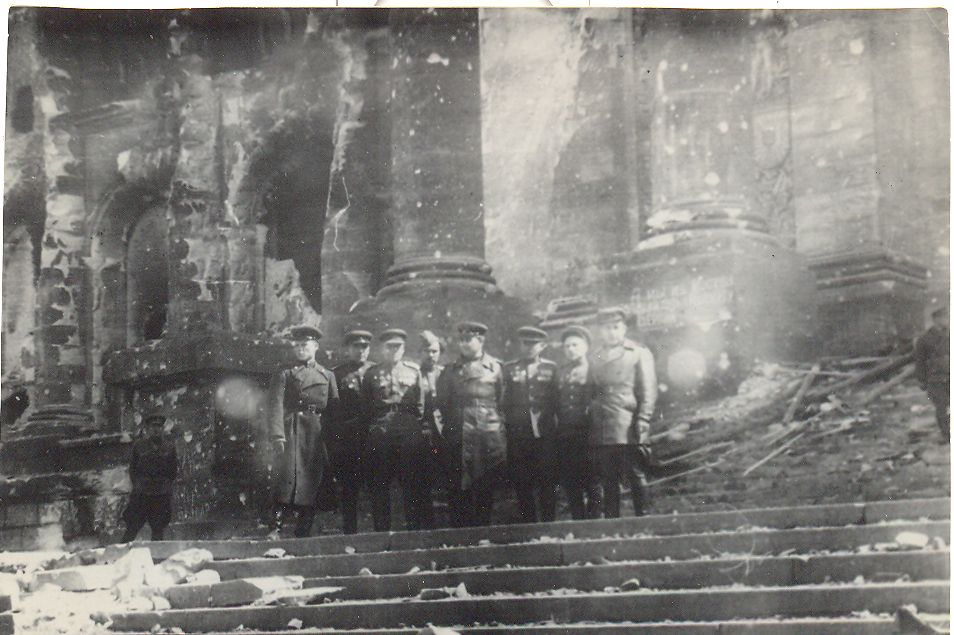
Танкисты 8 гв.тк, Берлин, Рейхстаг, 1945 год.

8-й гвардейский танковый корпус — оперативное войсковое объединение в составе Рабоче-крестьянской Красной армии СССР.
Сокращённое наименование — 8 гв. тк

## История
Приказом Верховного главнокомандующего № 284 от 19 сентября 1943 года 2-й танковый корпус был преобразован в 8-й гвардейский.
Части и соединения, входящие в состав 8-го гвардейского танкового корпуса, переименованы в гвардейские директивой Генштаба КА № Орг/2/139628 от 23 сентября 1943 года.
19 сентября 1943 года подчинён 19-й армии.
23 ноября 1943 года корпус выведен в резерв Ставки ВГК на доукомплектование и сосредоточился в районе Дарница (Киев).
10 — 14 мая 1944 года. передислоцирован в район ст. Киверцы где вошёл в состав 2-й ТА 1-го Белорусского фронта. 27 августа 1944 г. корпус вошёл в оперативное подчинение 70-й армии. 5 сентября 1944 года вошёл в оперативное подчинение 47-й армии. 11 октября 1944 года вновь вошёл в оперативное подчинение 70-й армии. 15 октября 1944 года корпус оперативно подчинён 65-й армии. 25 ноября 1944 года корпус вышел в резерв 2-го Белорусского фронта на доукомплектование.
15 января 1945 г. корпус вошёл в оперативное подчинение 2-й Ударной армии. 23 января 1945 года корпус вышел из состава 2-й Ударной армии и вошёл в оперативное подчинение 48-й армии. 9 февраля 1945 года корпус вошёл в оперативное подчинение 2-го Белорусского фронта. 17 февраля 1945 года корпус вошёл в состав войск 2-й Ударной армии. Со 2 по 15 апреля 1945 года корпус находился в резерве 2-й Ударной армии, а затем в резерве 2-го Белорусского фронта и пробыл в его состава до 28 апреля 1945 года.
30 апреля 1945 года корпус сосредоточился в районе Пранцлау близ Штетина, где оставался до окончания Великой Отечественной войны.
Приказом НКО СССР № 0013 от 10 июня 1945 года корпус был преобразован в 8-ю гвардейскую танковую дивизию.
Свёрнута в 6297-ю БХВТ в 1990 году. На её место дислокации в Марьиной Горке прибыла 30-я гвардейская мотострелковая дивизия.

### В составе действующей армии
- с 19.09.1943 по 28.11.1943
- с 10.05.1944 по 09.05.1945[4]

## Полное название
8-й гвардейский танковый Краснознамённый корпус

## Состав
- 58-я гвардейская танковая Пражская Краснознамённая ордена Суворова бригада (бывшая 26-я)
- 59-я гвардейская танковая Люблинская дважды Краснознамённая орденов Суворова и Кутузова бригада (бывшая 99-я)
- 60-я гвардейская танковая дважды Краснознамённая орденов Суворова и Богдана Хмельницкого бригада (бывшая 169-я)
- 28-я гвардейская мотострелковая Пражская Краснознамённая орденов Суворова и Кутузова бригада (бывшая 58-я)
- 62-й отдельный гвардейский тяжёлый танковый Люблинский дважды Краснознамённый ордена Александра Невского полк
- 15-й отдельный гвардейский танковый полк прорыва
- 301-й гвардейский самоходно-артиллерийский Краснознамённый ордена Александра Невского полк
- 1817-й самоходно-артиллерийский Черкасский Краснознамённый орденов Суворова и Александра Невского полк
- 1070-й лёгкий артиллерийский Люблинский Краснознамённый орденов Кутузова и Александра Невского полк
- 269-й гвардейский миномётный Седлецкий Краснознамённый орденов Кутузова и Александра Невского полк
- 300-й гвардейский зенитный артиллерийский орденов Кутузова и Александра Невского полк
- 307-й гвардейский миномётный орденов Суворова, Александра Невского и Красной Звезды дивизион
- 6-й отдельный гвардейский мотоциклетный орденов Суворова и Богдана Хмельницкого батальон

Корпусные части:
- 148-й отдельный гвардейский батальон связи (до 10.10.1943 — 894-й отдельный батальон связи)
- 125-й отдельный гвардейский сапёрный батальон (до 10.10.1943 — 174-й отдельный сапёрный батальон)
- 55-я отдельная рота химической защиты
- 2-я отдельная автотранспортная рота подвоза ГСМ
- 73-я подвижная ремонтная база
- 100-я подвижная ремонтная база
- авиационное звено связи
- 51-й полевой автохлебозавод
- 1929-я полевая касса Госбанка, с 31.12.1943 года
- 2099-я военно-почтовая станция

- управление (Марьина Горка);
- 58-й гвардейский танковый Пражский Краснознамённый, ордена Суворова полк (Марьина Горка);
- 60-й гвардейский танковый дважды Краснознамённый, орденов Суворова и Богдана Хмельницкого полк (Марьина Горка);
- 94-й гвардейский танковый Люблинский дважды Краснознамённый, ордена Александра Невского полк (Марьина Горка);
- 305-й гвардейский мотострелковый Пражский Краснознамённый, орденов Суворова и Кутузова полк (Марьина Горка);
- 732-й гвардейский артиллерийский Седлецкий Краснознамённый, орденов Кутузова и Александра Невского полк (Марьина Горка);
- 823-й гвардейский зенитный ракетный орденов Кутузова и Александра Невского полк (Марьина Горка);
- 576-й отдельный реактивный дивизион (Марьина Горка);
- 48-й отдельный гвардейский разведывательный батальон (Марьина Горка);
- 125-й отдельный гвардейский инженерно-сапёрный батальон (Марьина Горка);
- 148-й отдельный гвардейский батальон связи (Марьина Горка);
- 1021-й отдельный батальон материального обеспечени (Марьина Горка);
- 187-й отдельный медицинский батальон (Марьина Горка);
- отдельный ремонтно-восстановительный батальон (Марьина Горка);
- рота химической защиты (Марьина Горка);
- ОВКР (Марьина Горка)[3]

## Командование корпуса

### Командиры корпуса
- генерал-майор танковых войск, генерал-лейтенант танковых войск Попов, Алексей Фёдорович (с 16.10.1942 до конца войны)

### Заместитель командира корпуса по строевой части
- генерал-майор танковых войск Веденеев, Николай Денисович (с 19.09.1943 по 22.08.1944)

### Начальники штаба корпуса
- генерал-майор Кошелев, Василий Васильевич (с 22.02.1943)

### Начальник оперативного отдела
- подполковник, полковник Ивановский, Евгений Филиппович (с июля 1943 по октябрь 1944)

### Командующие артиллерией
- полковник Грецов, Виктор Никитович (с февраля 1944 до конца войны)

### Начальники политотдела
Они же заместители командира по политической части:
- гвардии полковник Колосов, Николай Андреевич

Заместитель командира корпуса по тылу:
- гвардии полковник Мишнев, Никифор Феофанович

## Награды корпуса
| Награда                       | За что награждён |
| ----------------------------- | --- |
| Почётное звание «Гвардейский» | Присвоено приказом Народного комиссара обороны СССР № 284 от 19 сентября 1943 года при преобразовании |
| орден Красного Знамени        | Награждён Указом Президиума Верховного Совета СССР от 9 августа 1944 года за образцовое выполнение заданий командования в боях с немецкими захватчиками, за овладение городом Люблин и проявленные при этом доблесть и мужество |

Награды частей корпусного подчинения:
- 148-й отдельный гвардейский орденов Александра Невского[6] и Красной Звезды[7] батальон связи
- 125-й отдельный гвардейский сапёрный Седлецкий[8] орденов Богдана Хмельницкого[6] и Красной Звезды[7] батальон

## Отличившиеся воины
Герои Советского Союза
| №  | Фамилия Имя Отчество           | Дата Указа            | Должность                                                                                          | Звание                   | Примечания                        |
| -- | ------------------------------ | --------------------- | -------------------------------------------------------------------------------------------------- | ------------------------ | --------------------------------- |
| 1  | Афанасьев, Алексей Николаевич  | 22 августа 1944 года  | командир танка М4-А2 3-го танкового батальона 58-й гвардейской танковой бригады                    | Гвардии                  |                                   |
| 2  | Быков, Михаил Никифорович      | 26 сентября 1944 года | командир мотострелкового батальона 28-й гвардейской мотострелковой бригады                         | Гвардии                  | Погиб в бою 13 сентября 1944 года |
| 3  | Виноградов, Алексей Дмитриевич | 26 сентября 1944 года | командир 1-го танкового батальона 60 гвардейской танковой бригады                                  | Гвардии                  | Погиб в бою 23 июля 1944 года     |
| 4  | Затынайченко, Иван Иванович    | 24 марта 1945 года    | командир роты танков Т-34 1-го танкового батальона 58-й гвардейского танкового бригады             | Гвардии                  |                                   |
| 5  | Ириков, Николай Романович      | 19 июня 1943 года     | командир танка 371 танкового батальона 169-й танковой бригады                                      | Младший лейтенант        | Погиб в бою 17 марта 1943 года    |
| 6  | Козловский, Николай Кузьмич    | 3 июня 1944 года      | командир танковой роты 59-й гвардейской танковой бригады                                           | Гвардии                  | Погиб в бою 14 октября 1943 года  |
| 7  | Логинов, Анатолий Фёдорович    | 3 июня 1944 года      | старший механик-водитель танка 15-го отдельного гвардейского танкового полка прорыва               | Гвардии техник-лейтенант |                                   |
| 8  | Максимов, Георгий Иванович     | 3 июня 1944 года      | командир мотострелкового батальона 59-й гвардейской танковой бригады                               | Гвардии                  |                                   |
| 9  | Мархеев, Михаил Фёдорович      | 3 июня 1944 года      | командир взвода тяжёлых танков 15-го отдельного гвардейского танкового полка прорыва               | Гвардии                  |                                   |
| 10 | Потапов, Василий Абрамович     | 3 июня 1944 года      | командир 290-го танкового батальона 59-й гвардейской танковой бригады                              | Гвардии                  |                                   |
| 11 | Суворов, Сергей Николаевич     | 3 июня 1944 года      | командир истребительно-противотанковой батареи 59-й гвардейской танковой бригады                   | Гвардии                  |                                   |
| 12 | Тырин, Георгий Михайлович      | 3 июня 1944 года      | командир тяжёлого танка МК-4 15-го гвардейского отдельного танкового полка прорыва                 | Гвардии                  | Погиб в бою 16 октября 1944 года  |
| 13 | Тюрин, Василий Фёдорович       | 3 июня 1944 года      | автоматчик мотострелкового батальона 59-й гвардейской танковой бригады                             | Гвардии                  |                                   |
| 14 | Ушаков, Василий Константинович | 3 июня 1944 года      | командир миномётной батареи 2-го мотострелкового батальона 28-й гвардейской мотострелковой бригады | Гвардии                  | Погиб в бою 22 октября 1943 года  |
| 15 | Федченко, Иван Семёнович       | 3 июня 1944 года      | командир орудия танковой роты 59-й гвардейской танковой бригады                                    | Гвардии                  |                                   |
| 16 | Яковенко, Александр Свиридович | 22 августа 1944 года  | механик-водитель танка М4-А2 3-го танкового батальона 58 гвардейской танковой бригады              | Гвардии                  | Погиб в бою 23 июля 1944 года     |

 Кавалеры ордена Славы трёх степеней
- Архипкин, Иван Романович, гвардии младший сержант, помощник механика танка 1-го танкового батальона 59-й гвардейской танковой бригады
- Кочетков, Кирилл Савельевич, гвардии сержант, командир пулемётного расчёта моторизованного батальона автоматчиков 60-й гвардейской танковой бригады
- Куликов, Любим Константинович, гвардии рядовой, автоматчик 6-го отдельного гвардейского мотоциклетного батальона
- Тякин, Анатолий Владимирович, гвардии младший сержант, разведчик моторизованного батальона автоматчиков 59-й гвардейской танковой бригады
- Однорогов, Василий Ефимович, гвардии сержант, командир отделения 6-го отдельного гвардейского мотоциклетного батальона
- Пинчук, Павел Александрович, гвардии старшина, комсорг моторизованного батальона автоматчиков 59-й гвардейской танковой бригады
- Полтавцев, Дмитрий Филиппович, гвардии младший сержант, разведчик моторизованного батальона автоматчиков 59-й гвардейской танковой бригады
- Пэн, Игорь Петрович, гвардии старший сержант, заряжающий орудия танка Т-34 2-го танкового батальона 58-й гвардейской танковой бригады
- Ремизов, Николай Николаевич, гвардии старшина, комсорг 1-го танкового батальона 59-й гвардейской танковой бригады
- Сергеев, Илья Михайлович, гвардии старший сержант, командир башни танка M4A2 3-го танкового батальона 59-й гвардейской танковой бригады
- Тякин, Анатолий Владимирович, гвардии младший сержант, автоматчик моторизованного батальона автоматчиков 59-й гвардейской танковой бригады